# Philibert de Brichanteau
Pour les autres membres de la famille, voir Famille de Brichanteau.
 Philibert ou Philbert de Brichanteau (25 juillet 1588, Paris – 22 décembre 1652, Paris), est un ecclésiastique français, abbé de Saint-Vincent de Laon en 1607, puis évêque-duc de Laon (1621-1652). Il est député en 1628 à l’assemblée du clergé à Fontenay-le-Comte. Après avoir parlé du cardinal de Richelieu d'une façon qui ne lui était pas agréable, il est obligé de s'absenter de son diocèse pendant l'espace de six années meurt en 1652 en exil,. Il est à l’origine du couvent de sœurs de la Congrégation de Notre-Dame-Saint-Ignace de Laon.

## Sa famille
Philibert de Brichanteau est le fils d'Antoine de Brichanteau et d'Antoinette de La Rochefoucauld. Son père est marquis de Nangis, colonel du régiment des Gardes-Françaises, amiral de France, ambassadeur, député de la noblesse de Melun aux États-Généraux de Blois et fait partie du conseil restreint où le sort de Guise est décidé. Philibert est le neveu de Geoffroy de Billy, évêque-duc de Laon (1598-1612) et le frère de François de Brichanteau qu'il fera légataire universel.
Son frère Benjamin, auquel il succède, est abbé de Barbeau, de Sainte-Geneviève de Paris, évêque titulaire de Philadelphie-en-Arabie, et puis évêque duc de Laon (1612-1619). Celui-ci meurt le 14 juillet 1619 à Paris, âgé seulement de trente-cinq ans.

## Biographie
Philibert de Brichanteau accompagne Samuel de Champlain dans un de ses voyages au Canada.

### Des affaires familiales: l'évêché et les bénéfices des abbayes

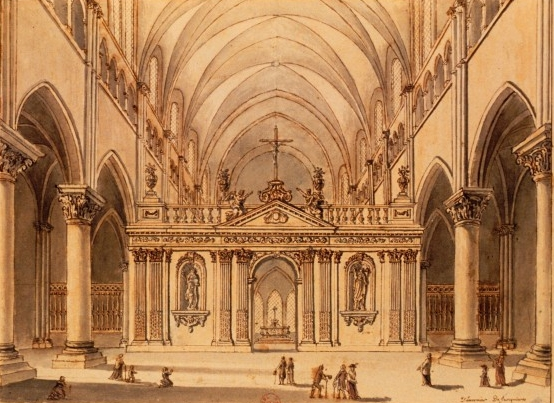
Intérieur de l’abbaye Saint-Vincent de Laon.

Brichanteau est fait abbé de Saint-Vincent en 1612, par nomination du roi, et en prend possession en même temps. Il ne néglige pas moins les réparations de l'église que son parent et prédécesseur. De là vient la ruine de la grosse tour où sont les cloches. Ce désastre arrive en l'année 1618. L'abbé a dénié une somme fort modique pour empêcher cette seconde ruine. Il donne aux révérends pères capucins les pierres et bois de ces ruines pour bâtir leur maison. Il en donne aussi une partie aux filles de Sainte-Marie pour construire la leur.
Son cousin, François de La Rochefoucauld (1558-1645), cardinal, évêque de Senlis, grand aumônier de France lui succède comme abbé de  Sainte-Geneviève de Paris, du fait d'une colère d'un roi, qui déplore la décadence qui a frappé l'abbaye du temps de Benjamin de Brichanteau. Malgré les demandes du chapitre et de la famille de Philibert de Brichanteau ne succède à son frère que comme évêque-duc de Laon (1620-1652 et pair ecclésiastique de France et abbé de l'abbaye de Barbeau.
Titulaire de l'abbaye de Barbeau en 1626, il s'intéresse peu à ses devoirs et a quelques intrigues avec les ennemis de Richelieu.

### Le couvent de sœurs de la Congrégation de Notre-Dame-Saint-Ignace (1624-1632)
La première pierre du Couvent des Dames de la Congrégation est posée en 1624 par l'évêque Philibert de Brichanteau dont les armes figurent au fronton de la chapelle, placée sous l'invocation de saint Ignace. Les travaux se poursuivent les années suivantes (1627 sur un cadran solaire) et semblent terminés en 1632 (les religieuses emménagent à ce moment). L'opposition faite par les habitants de Laon à l'établissement de la Congrégation de Notre-Dame, contrarie vivement Philibert de Brichanteau. Il y a dans le trésor de ce monastère une dent et un bras de saint Philibert, abbé de Jumiège. Philibert s'en empare, comme voulant dire que la relique lui appartient parce qu'il porte le prénom de ce saint. Il disperse aussi quantité de reliques de saint Canoald et en donne en divers lieux.

### La congrégation de Saint-Maur
Philbert de Brichanteau, évêque de Laon et commendataire de l'abbaye Saint-Vincent de Laon y appelle la congrégation de Saint-Maur, et celle-ci travaille avec zèle à la restauration du spirituel et du temporel.
Philbert de Brichanteau et le corps municipal de Laon font, en 1645, un traité avec la congrégation de Saint-Maur, par lequel elle doit se charger du collège, moyennant qu'on lui en abandonne les revenus, avec la prébende préceptoriale, et qu'il lui sera payé une rente annuelle de mille livres.

### Son décès et sa succession
Brichanteau a payé de trois années d'exil quelques discours libres tenus sur le compte de Richelieu. La modération de Mazarin touche peu l'évêque de Laon, si l'on en juge par sa conduite dans l'affaire de celui de Léon, qui, accusé du crime de lèse-majesté et condamné par de premiers Commissaires, est absous par d'autres Juges. Brichanteau, quoique récusé par la Cour, a siégé avec eux. Cette période est singulièrement marquée par l'implacable opposition de l'évêque Philbert de Brichanteau au ministère du cardinal Mazarin. Brichanteau, obligé de s'absenter de son diocèse pendant l'espace de six années, meurt en exil,, le 22 décembre 1652 à Paris.
Selon ses intentions, son cœur est placé dans la petite chapelle de la Trinité sur le Bourg, une partie de ses entrailles aux Capucins et l'autre partie à l'église des religieuses de la Congrégation qu'il avait établies. Son corps est porté à Meillant, en Bourbonnais.